# Kate Hudson
Kate Garry Hudson (Los Angeles, 19 de abril de 1979) é uma atriz, cantora e empresária norte-americana. Hudson estrelou vários sucessos de bilheteria e ganhou um Globo de Ouro, além de uma indicação ao Oscar e uma ao BAFTA Awards.
Hudson fez sua estreia no cinema no drama Desert Blue de 1998. Ela ganhou destaque com sua interpretação de Penny Lane no drama musical Almost Famous (2000), pelo qual ganhou um Globo de Ouro de Melhor Atriz Coadjuvante e recebeu uma indicação ao Oscar na mesma categoria.
Ao longo dos anos 2000 ela estrelou uma sucessão de comédias românticas como How to Lose a Guy in 10 Days (2003), Raising Helen (2004), You, Me and Dupree (2006), Fool's Gold (2008) e Bride Wars (2009). Seus outros créditos cinematográficos incluem The Skeleton Key (2005), Nine (2009), Rock the Kasbah (2015), Deepwater Horizon (2016), Mother's Day (2016), Marshall (2017), Music (2021) e Glass Onion: A Knives Out Mystery (2022). Na televisão ela teve um papel recorrente como Cassandra July na série musical Glee (2012–2013) e um papel principal na segunda temporada de Truth Be Told (2022). 
Hudson é cofundadora da marca fitness Fabletics. Ela também é autora dos livros de não ficção Pretty Happy: Healthy Ways to Love Your Body (2016) e Pretty Fun: Creating and Celebrating a Lifetime of Tradition (2017). Em 2024 ela lançou seu primeiro álbum de estúdio, Glorious.

## Biografia
Hudson nasceu em Los Angeles, Califórnia, filha da atriz vencedora do Oscar Goldie Hawn e do músico e ator Bill Hudson. Seus pais casaram-se em 1976 e divorciaram-se em 1979, pouco depois de Kate nascer. Em 1982 Goldie se casou com o ator Kurt Russell, sendo que Kate e seu irmão mais velho (o também ator Oliver Hudson) consideram Russel seu verdadeiro pai. Ela também tem quatro meio-irmãos: Emily e Zachary, do casamento posterior de Bill Hudson com a atriz Cindy Williams; Lalania, do relacionamento de Bill com outra mulher, e Wyatt Russell, do relacionamento de sua mãe com Russell.
Em 1997 ela se formou no ensino médio e foi aceita na Universidade de Nova York, mas escolheu seguir a carreira de atriz em vez de uma graduação.

## Carreira
O seu primeiro trabalho profissional consistiu numa participação na série de televisão Party of Five, como a personagem Cory. Pouco depois, fez outra participação em mais uma série, EZ Streets. Sua estreia no cinema foi logo como protagonista, na comédia Desert Blue (1998); No mesmo ano, trabalhou no drama Ricochet River. No ano seguinte, atuou na na comédia romântica, 200 Cigarettes.
O sucesso veio com o papel de Penny Lane, uma groupie veterana na comédia dramática Quase Famosos (2000); Filme do diretor Cameron Crowe, que foi um sucesso comercial e atraiu a atenção da crítica especializada. Por sua performance, Hudson ganhou um Globo de Ouro de Melhor atriz Coadjuvante e recebeu uma indicação ao Oscar na categoria de Melhor atriz coadjuvante. Ainda em 2000, ela assumiu o papel de uma estudante universitária no thriller psicológico Gossip, atuou ao lado de Richard Gere na comédia romântica Dr. T and the Women e fez um dos papéis principais na comédia About Adam.
Em 2002, Hudson apareceu no remake do romance histórico The Four Feathers, como a noiva de um jovem oficial britânico (interpretado por Heath Ledger). Em 2003, ela estrelou ao lado de Matthew McConaughey, a comédia romântica How to Lose a Guy in 10 Days, onde interpretou uma escritora de uma revista feminina que, para um artigo, começa a namorar um cara e tenta afastá-lo usando apenas os "erros clássicos que as mulheres cometem" nos relacionamentos. O filme foi um sucesso de bilheteria e se tornou um dos títulos mais famosos do gênero. Suas próximas comédias românticas, Alex & Emma (2003), em que interpretou uma estenógrafa teimosa, e Raising Helen (2004), assumindo o papel de uma jovem que se torna a guardiã dos filhos de sua irmã falecida, também fizeram sucesso. 
Em 2005, Hudson estrelou o thriller sobrenatural The Skeleton Key, como uma jovem enfermeira de hospício que consegue um emprego em uma casa de plantação de Nova Orleans e se envolve em um mistério sobrenatural. Seu próximo filme foi a comédia You, Me and Dupree, na qual ela estrelou com Owen Wilson e Matt Dillon como um casal que permite que um amigo desempregado se mude, sendo esse mais um sucesso de bilheteria. Em 2007, Hudson dirigiu o curta-metragem Cutlass, que tinha no elenco se padrasto Kurt Russell, e também nomes como Dakota Fanning, Virginia Madsen, Chevy Chase e Kristen Stewart. Em 2008, Hudson repetiu a parceria de sucesso com Matthew McConaughey no filme Fool's Gold, onde ela assumiu o papel de uma mulher divorciada que retorna com seu ex-marido enquanto procura um tesouro perdido. Ela foi certificada em mergulho na Grande Barreira de Corais pelas cenas subaquáticas. O filme arrecadou US$ 111,2 milhões em todo o mundo. Em My Best Friend's Girl, outra comédia romântica lançada em 2008, Hudson interpretou a colega de um cara amável (Jason Biggs). Apesar das críticas negativas, foi um sucesso comercial moderado.
Em 2012, foi convidada por Ryan Murphy para se juntar ao elenco da série Glee, onde interpretou a professora de dança, Cassandra "Cassie" July, de Rachel (Lea Michele). Durante o decorrer de toda a quarta temporada, ela insiste em fazer da vida de Rachel um inferno. Kate foi muito elogiada pelo papel que mistura maldade com comédia. 

## Vida pessoal
Além de inglês, a atriz fala francês fluentemente. Kate é irmã do ator Oliver Hudson e meio-irmã de Wyatt Russell. Em dezembro de 2000 casou-se com o músico Chris Robinson, de quem se separou em agosto de 2006. O casal tem um filho, Ryder Russell Robinson, nascido a 7 de janeiro de 2004. Namorou o ator Owen Wilson, o jogador Alex Rodriguez, e o ciclista Lance Armstrong.
Na primavera de 2010, Hudson começou a namorar o vocalista da banda inglesa Muse, Matthew Bellamy. Em janeiro de 2011, foi anunciado que Hudson e Bellamy estavam esperando um filho. Em fevereiro, Hudson comprou uma casa em Londres. Em 27 de abril de 2011, no The Today Show, ela anunciou que ela e Matthew Bellamy estavam noivos. O filho do casal, Bingham Hawn Bellamy, nasceu em julho de 2011. Em dezembro de 2014, após quatro anos de relacionamento e três de noivado, o casal Kate Hudson e Matthew Bellamy resolveu colocar um ponto final na sua relação. Em 2016 teve um breve caso com o produtor Diplo, e desde o final de 2016 namora o ator  Danny Fujikawa.

## Filmografia

### Filmes
| Ano  | Título                       | Título no Brasil                      | Título em Portugal              | Papel                           |
| ---- | ---------------------------- | ------------------------------------- | ------------------------------- | ------------------------------- |
| 1998 | Desert Blue                  | Uma Aventura no Deserto               |                                 | Skye Davidson                   |
| 1998 | Ricochet River               |                                       |                                 | Lorna                           |
| 1999 | 200 Cigarettes               | 200 Cigarros                          |                                 | Cindy                           |
| 2000 | About Adam                   | As Mulheres de Adam                   | Irresistível Adam               | Lucy Owens                      |
| 2000 | Gossip                       | Intrigas                              | Rumor Assassino                 | Naomi Preston                   |
| 2000 | Almost Famous                | Quase Famosos                         | Quase Famosos                   | Penny Lane                      |
| 2000 | Dr. T and the Women          | Dr. T e As Mulheres                   | Dr. T e as Mulheres             | Dee Dee                         |
| 2001 | The Cutting Room             |                                       |                                 | Chrissy Campbell (sem créditos) |
| 2002 | The Four Feathers            | Honra e Coragem: As Quatro Plumas     | As Quatro Penas Brancas         | Ethne Eustace                   |
| 2003 | How to Lose a Guy in 10 Days | Como Perder um Homem em 10 Dias       | Como Perder um Homem em 10 Dias | Andie Anderson                  |
| 2003 | Alex and Emma                | Alex e Emma                           | Alex e Emma                     | Emma Dinsmore                   |
| 2003 | Le Divorce                   | À Francesa                            | O Divórcio                      | Isabel Walker                   |
| 2004 | Raising Helen                | Um Presente para Helen                | A Educação de Helen             | Helen Harris                    |
| 2005 | The Skeleton Key             | A Chave Mestra                        | A Chave                         | Caroline Ellis                  |
| 2006 | You, Me and Dupree           | Dois é Bom, Três é Demais             | Eu, Tu e o Emplastro            | Molly Peterson                  |
| 2008 | Fool's Gold                  | Um Amor de Tesouro                    | O Tesouro Encalhado             | Tess Finnegan                   |
| 2008 | My Best Friend's Girl        | Amigos, Amigos, Mulheres à Parte      | A Namorada do Meu Melhor Amigo  | Alexis                          |
| 2009 | Bride Wars                   | Noivas em Guerra                      | Noivas em Guerra                | Liv                             |
| 2009 | Nine                         | Nine                                  | Nove                            | Stephanie Necrophuros           |
| 2010 | The Killer Inside Me         | O Assassino em Mim                    | O Assassino em Mim              | Amy Stanton                     |
| 2011 | A Little Bit of Heaven       | Pronta para Amar                      | Um Pedacinho de Paraíso         | Marley Corbett                  |
| 2011 | Something Borrowed           | O Noivo da Minha Melhor Amiga         | Empresta-me o teu Namorado      | Darcy Rhone                     |
| 2012 | The Reluctant Fundamentalist | O Relutante Fundamentalista           | O Fundamentalista Relutante     | Erica                           |
| 2014 | Wish I Was Here              | Lições em Família                     | Dava Tudo para Estar Cá         | Sarah Bloom                     |
| 2014 | Good People                  | Risco Imediato                        | A Decisão Mortal                | Anna Reed                       |
| 2015 | Rock the Kasbah              | Rock em Cabul                         |                                 | Merci                           |
| 2016 | Kung Fu Panda 3              | Kung Fu Panda 3                       | O Panda do Kung Fu 3            | Mei Mei (voz)                   |
| 2016 | Mother's Day                 | O Maior Amor do Mundo                 |                                 | Jesse                           |
| 2016 | Deepwater Horizon            | Horizonte Profundo: Desastre no Golfo |                                 | Felicia Williams                |
| 2017 | Marshall                     | Marshall: Igualdade e Justiça         |                                 | Eleanor Strubing                |
| 2021 | Music                        |                                       |                                 | Kazu "Zu" Gamble                |
| 2021 | Mona Lisa and the Blood Moon | Mona Lisa e a Lua de Sangue           |                                 | Bonnie                          |
| 2022 | Glass Onion                  | Glass Onion: Um Mistério Knives Out   |                                 | Birdie Jay                      |
| 2023 | A Little White Lie           |                                       |                                 | Simone Cleary                   |
| 2024 | Shell                        |                                       |                                 | Zoe Shannon                     |
| 2025 | Song Sung Blue               |                                       |                                 | Claire Sardina                  |

### Televisão
| Ano           | Título                        | Papel           | Notas                                   |
| ------------- | ----------------------------- | --------------- | --------------------------------------- |
| 1996          | Party of Five                 | Cory            | Episódio: "Spring Breaks: Parte 1"      |
| 1997          | EZ Streets                    | Larraine Cahill | Episódio: "Neither Have I Wings to Fly" |
| 2000          | Saturday Night Live           | Ela mesma       | Episódio: "Kate Hudson / Radiohead"     |
| 2005          | I'm Still Here                | Eva Ginz (voz)  | Documentário                            |
| 2012–2013     | Glee                          | Cassandra July  | 5 episódios                             |
| 2013          | Clear History                 | Rhonda Haney    | Telefilme                               |
| 2015          | Running Wild with Bear Grylls | Ela mesma       | Episódio: "Kate Hudson: Dolomites"      |
| 2022          | Truth Be Told                 | Micah Keith     | 10 episódios                            |
| 2025–presente | Running Point                 | Isla Gordon     | Papel principal; produtora executiva    |

## Prêmios e Indicações

#### Oscar
| Ano  | Categoria                | Filme         | Resultado |
| ---- | ------------------------ | ------------- | --------- |
| 2001 | Melhor Atriz Coadjuvante | Almost Famous | Indicado  |

#### Globo de Ouro
| Ano  | Categoria                                   | Filme         | Resultado |
| ---- | ------------------------------------------- | ------------- | --------- |
| 2001 | Melhor Atriz Coadjuvante em Cinema          | Almost Famous | Venceu    |
| 2021 | Melhor Atriz em Cinema - Comédia ou Musical | Music         | Indicado  |

#### BAFTA
| Ano  | Categoria    | Filme         | Resultado |
| ---- | ------------ | ------------- | --------- |
| 2001 | Melhor Atriz | Almost Famous | Indicado  |

#### SAG Awards
| Ano  | Categoria                | Filme         | Resultado |
| ---- | ------------------------ | ------------- | --------- |
| 2001 | Melhor Atriz Coadjuvante | Almost Famous | Indicado  |
| 2001 | Melhor Elenco em Cinema  | Almost Famous | Indicado  |
| 2010 | Melhor Elenco em Cinema  | Nine          | Indicado  |